# Zlatan Krizanović
Zlatan Krizanović, född 17 maj 1991 i Myresjö, är en svensk fotbollsspelare som spelar som anfallare för Torslanda IK.

## Klubbkarriär
Krizanović spelade under sina ungdomsår för division 2-klubben Myresjö IF. Vid 2008 hade han tagit steget upp till A-laget där han stor målskytt. I december 2008 skrev han på för Eredivisie-klubben AZ Alkmaar. Han spelade säsongen 2009/2010 för klubbens U19-lag.
Säsongen 2010/2011 flyttade till Telstar på lån och gjorde sin debut för klubben i en 1–1-match i februari 2011 mot Almere City. Han gjorde två mål på sju matcher den säsongen, det första mot Dordrecht i en 2–2-match den 18 mars 2011.
Under sommaren 2011 gick hans kontrakt med AZ Alkmaar ut. Han lämnade klubben och återvände till Sverige på provspel med de Allsvenska klubbarna Trelleborgs FF, Helsingborgs IF och Örebro SK. Den 31 augusti 2011 skrev han på för den Allsvenska klubben Elfsborg, fast blev samma dag utlånad till Falkenberg i Superettan. Hans första ligamatch för Falkenberg var 4–0-vinsten över Assyriska FF den 11 september 2011.
I december 2011 bekräftade Falkenberg att de skrivit ett tvåårskontrakt med Krizanović. Efter säsongen 2018 lämnade han klubben.

## Landslagskarriär
Krizanović har svenskt medborgarskap fast är även tillgänglig att representera Bosnien och Hercegovina och Kroatien, länderna hans mor och far kommer ifrån på landslagsnivå.